# Masters de snooker 1982
Les Masters de snooker 1982 ont lieu au centre de conférences de Wembley à Londres en Angleterre. C'est la 8e édition des Masters de snooker qui ont réuni sur invitation douze des meilleurs joueurs au monde.

## Déroulement
Steve Davis s'impose en finale face à Terry Griffiths 9 manches à 5,.

## Tableau final
|  | 1er tour Au meilleur des 9 manches | 1er tour Au meilleur des 9 manches | 1er tour Au meilleur des 9 manches |  |  | Quarts de finale Au meilleur des 9 manches | Quarts de finale Au meilleur des 9 manches | Quarts de finale Au meilleur des 9 manches |   |              | Demi-finales Au meilleur des 9 manches | Demi-finales Au meilleur des 9 manches | Demi-finales Au meilleur des 9 manches |  |  | Finale Au meilleur des 17 manches | Finale Au meilleur des 17 manches | Finale Au meilleur des 17 manches |
|  |                                    |                                    |                                    |  |  |                                            |                                            |                                            |   |              |                                        |                                        |                                        |  |  |                                   |                                   |                                   |
|  |                                    |                                    |                                    |  |  |                                            |                                            |                                            |   |              |                                        |                                        |                                        |  |  |                                   |                                   |                                   |
|  |                                    |                                    |                                    |  |  | Alex Higgins                               | Alex Higgins                               | 5                                          |   |              |                                        |                                        |                                        |  |  |                                   |                                   |                                   |
|  | Eddie Charlton                     | Eddie Charlton                     | 5                                  |  |  | Eddie Charlton                             | Eddie Charlton                             | 1                                          |   |              |                                        |                                        |                                        |  |  |                                   |                                   |                                   |
|  | Jimmy White                        | Jimmy White                        | 4                                  |  |  |                                            |                                            |                                            |   | Alex Higgins | Alex Higgins                           | 4                                      |                                        |  |  |                                   |                                   |                                   |
|  |                                    |                                    |                                    |  |  |                                            | Terry Griffiths                            | Terry Griffiths                            | 6 |              |                                        |                                        |                                        |  |  |                                   |                                   |                                   |
|  |                                    |                                    |                                    |  |  | Terry Griffiths                            | Terry Griffiths                            | 5                                          |   |              |                                        |                                        |                                        |  |  |                                   |                                   |                                   |
|  | Dennis Taylor                      | Dennis Taylor                      | 3                                  |  |  | Ray Reardon                                | Ray Reardon                                | 3                                          |   |              |                                        |                                        |                                        |  |  |                                   |                                   |                                   |
|  | Ray Reardon                        | Ray Reardon                        | 5                                  |  |  |                                            |                                            |                                            |   |              | Terry Griffiths                        | Terry Griffiths                        | 5                                      |  |  |                                   |                                   |                                   |
|  |                                    |                                    |                                    |  |  |                                            | Steve Davis                                | Steve Davis                                | 9 |              |                                        |                                        |                                        |  |  |                                   |                                   |                                   |
|  |                                    |                                    |                                    |  |  | Cliff Thorburn                             | Cliff Thorburn                             | 0                                          |   |              |                                        |                                        |                                        |  |  |                                   |                                   |                                   |
|  | David Taylor                       | David Taylor                       | 2                                  |  |  | Tony Meo                                   | Tony Meo                                   | 5                                          |   |              |                                        |                                        |                                        |  |  |                                   |                                   |                                   |
|  | Tony Meo                           | Tony Meo                           | 5                                  |  |  |                                            |                                            |                                            |   | Tony Meo     | Tony Meo                               | 4                                      |                                        |  |  |                                   |                                   |                                   |
|  |                                    |                                    |                                    |  |  |                                            | Steve Davis                                | Steve Davis                                | 6 |              |                                        |                                        |                                        |  |  |                                   |                                   |                                   |
|  |                                    |                                    |                                    |  |  | Steve Davis                                | Steve Davis                                | 5                                          |   |              |                                        |                                        |                                        |  |  |                                   |                                   |                                   |
|  | Doug Mountjoy                      | Doug Mountjoy                      | 5                                  |  |  | Doug Mountjoy                              | Doug Mountjoy                              | 2                                          |   |              |                                        |                                        |                                        |  |  |                                   |                                   |                                   |
|  | John Spencer                       | John Spencer                       | 4                                  |  |  |                                            |                                            |                                            |   |              |                                        |                                        |                                        |  |  |                                   |                                   |                                   |